# BMW GINA
El BMW GINA Light Vision es un estudio de diseño de la empresa BMW, que cuenta con una carrocería flexible compuesta por tejido. El modelo se presentó con motivo de la reinauguración del Museo BMW en Múnich en septiembre de 2008. GINA es el acrónimo del término alemán Geometrie und Funktionen in N-facher Ausprägung (Geometría y Funciones en eNésimas Direcciones).

## Concepto
GINA está recubierto de una piel exterior sin juntas hecho a partir de un material textil. La construcción interior es móvil y se adecua a diferentes situaciones, por ejemplo, a altas velocidades se eleva el spoiler y el asiento y el volante se desplazan para facilitar la salida del vehículo.
El diseñador Chris Bangle fue el director del diseño del vehículo.